# Amperetimme
Amperetimme (Ah eller A·h) är en måttenhet för elektrisk laddning. Enheten används ofta i samband med laddningsbara batterier.
Något förenklat kan man säga att begreppet amperetimme betyder att ett batteri kan leverera ett visst antal ampere (en ström) en timme. Om ett batteri har kapaciteten 100 Ah kan det (teoretiskt) leverera 100 ampere i en timme eller en ampere i 100 timmar.
1 Ah motsvarar 3 600 coulomb.

## Exempel
Med ett batteri på 12 V och 100 Ah vill man veta hur länge man kan driva en lampa på 75 W. Joules lag säger att effekten (W) är spänningen (V) multiplicerat med strömmen (A). Antalet amperetimmar dividerat på mängden ström bör således ge antalet timmar som lampan kan drivas eftersom Ah / A = h. Beräknar man 100 Ah / (75 W / 12 V) dvs 100 Ah / 6,25 A får vi resultatet 16 h. Alltså kan lampan i teorin drivas med batteriet i 16 timmar.
{\displaystyle P=U*I<=>{\frac {P}{U}}=I}
{\displaystyle {\frac {Ih}{I}}=h}
{\displaystyle om~~I={\frac {75}{12}}~~och~~Ih=100~=>~h=16}